# Dicranella tenuisetula
Dicranella tenuisetula är en bladmossart som beskrevs av Brotherus 1901. Dicranella tenuisetula ingår i släktet jordmossor, och familjen Dicranaceae. Inga underarter finns listade i Catalogue of Life.